# Леонович, Владимир Николаевич
Влади́мир Никола́евич Леоно́вич (2 июня 1933, Кострома, РСФСР, СССР — 9 июля 2014, Кологрив, Костромская область, Россия) — советский и российский поэт, переводчик.

## Биография
Учился в Военном институте иностранных языков, на филологическом факультете МГУ, но не окончил ни тот, ни другой. Публикуется с 1962 года. Первый сборник стихов вышел в 1971. Член СП СССР с 1974. Переводил грузинских поэтов.
Сам поэт сообщал о себе следующее:
Живу на Родине, в Костроме, где я родился в 1933 году. Увезен в Москву в бессознательном возрасте, окончил московскую школу, учился в Одесском высшем мореходном, в Военном институте иностранных языков, служил в армии (Шуя, Гороховецкие лагеря), учился на филфаке МГУ, ушел с 5-го курса, получив «5» по предмету, который знал на «2+», работал в сельской школе, в плотницкой бригаде, на стройке Запсиба, на электрификации Красноярской ж/д. Работал в журнале «Литературная Грузия», много переводил. Когда был мальчишкой, думал по-немецки — спасибо незабвенной моей «немке» Екатерине Петровне Сулхановой. Не сочтите пижонством разговор с Байроном по-английски. В моем словаре толпятся реченья олонецкие и костромские вместе с романскими и германскими. Обожаю оригинальное звучание. Русский язык постигаю всю жизнь.

## Творчество
…в духовном отношении редкостно независимая личность… — Творчество Леоновича отличается глубокой внутренней связью с русской крестьянской традицией, твёрдой убеждённостью в необходимости духовной свободы. Его стихотворения в повествовательной манере говорят о его страданиях от разрушения природы, полей, лугов и лесов, уничтожения церквей и монастырей, сожжения архивов, о лишённой идеалов молодёжи. Он обвиняет разрушителей, не способных ни созидать, ни охранять доставшиеся им в наследство ценности. Леонович резко выступает против мнимых идеалов, против казённой фальши в искусстве, архитектуре, против официозной литературы с её агрессивной бездуховностью. Его лирика восходит к традициям Е. Баратынского. Его размышления порождены христианским мировоззрением. Через отчаяние из-за саморазрушения России конца 20 в. Леонович приходит к идеалам прощения, доброты и любви как единственным подлинным духовным ценностям.

## Премии
- Экологическая премия «Водозёрье»
- Премия имени И. А. Дедкова в области литературоведения и публицистики (1999)
- Горьковская премия (2010)

## Сборники стихов
- Во имя: Стихи. — М.: «Советский писатель», 1971. — 96 с.: ил.
- Нижняя Дебря: Стихи. [Худож. Е. Скакальский] — М.: «Советский писатель», 1983. — 88 с.: ил.
- Явь: Стихотворения / Худож. Е. Леонович. — М.: «Дом Марины Цветаевой»; «Праминко», 1993. — 124,[4] с.: ил.; ISBN 5-88148-007-4
- Хозяин и гость: Книга стихов. [Предисл. Валентина Курбатова]. — 2. изд., перераб. и доп. — М.: «Научный мир», 2000. — 367 с.: ил., портр.; ISBN 5-89176-105-X
- Сто стихотворений: Стихи. — М.: «Прогресс-Плеяда», 2013. — 160 с.; ISBN 978-5-7396-0265-7
- Деревянная грамота: Стихотворения и прозаические заметки. / Худож. А. Калмыкова. — М.: «Буки Веди», 2014. — 104 с.: ил.; ISBN 978-5-4465-0472-5

## Цитата
В бытописании своём Леонович умеет пойти против традиции и бытовой и писательской. Казалось бы, не слишком патетические профессии — официант и участковый. Леонович доказывает: патетические. Сила его внимательной любви такова, что веришь, когда он говорит об официанте: "Какая чёртова усмешка, какая грусть... Какой талант" Веришь и его милицейскому лейтенанту из интеллигентной семьи: "Никакая не остраска — с кобурой идёт пустой крупноблочного участка попечитель молодой"...
— Борис Слуцкий